# Liste der denkmalgeschützten Objekte in Sollenau
Die Liste der denkmalgeschützten Objekte in Sollenau enthält die 4 denkmalgeschützten unbeweglichen Objekte der Gemeinde Sollenau im niederösterreichischen Bezirk Wiener Neustadt-Land.

## Denkmäler
| Foto |                 | Denkmal                                                           | Standort                                | Beschreibung | Metadaten |
| ---- | --------------- | ----------------------------------------------------------------- | --------------------------------------- | --- | --- |
| ja   | Datei hochladen | Bildstock HERIS-ID: 30501 Objekt-ID: 27251                        | bei Pachergasse 6 Standort KG: Sollenau | Skulptur eines Adlers um 1815 auf neuem Pfeiler, bezeichnet Adlerhof 1815–1988, Standort eines in den 1980er Jahren abgebrochenen Arbeiterwohnhauses der Spinnerei. | BDA-Hist.: Q37934814 Status: § 2a Stand der BDA-Liste: 2025-06-30 Name: Bildstock GstNr.: .58/4 |
| ja   | Datei hochladen | Pfarrhof HERIS-ID: 30499 Objekt-ID: 27249                         | Wiener Straße 8 Standort KG: Sollenau   | Mauerbestand teilweise 12.–17. Jahrhundert, gemeinsam mit der Pfarrkirche aus einer Burg-Kirchen-Anlage hervorgegangen (?), nach Brand 1529 weitgehend erneuert, Umbau 1683, lang gestreckter zweigeschoßiger Bau mit dreifach leicht geknickter Front und Mauervorsprüngen unter Walmdach, Fassade erneuert | BDA-Hist.: Q37934792 Status: § 2a Stand der BDA-Liste: 2025-06-30 Name: Pfarrhof GstNr.: .2 Pfarrhof, Sollenau |
| ja   | Datei hochladen | Kath. Pfarrkirche hl. Laurentius HERIS-ID: 30498 Objekt-ID: 27248 | Wiener Straße 8a Standort KG: Sollenau  | Staffelhalle mit basilikaler Außenwirkung (12. Jahrhundert) und spätromanischem Ostturm (13. Jahrhundert), sowie Gewölbe aus dem 16. Jahrhundert, Veränderungen im 19. und 20. Jahrhundert, aus einer Burg-Kirchen-Anlage des 11. Jahrhunderts hervorgegangen (?), 1220 urkundlich Filiale von Traiskirchen, 1312 Pfarre dem Stift Melk inkorporiert, 1529 Brand, Zerstörungen Anfang des 18. Jahrhunderts, 1855 und 1887 Brände. | BDA-Hist.: Q1735676 Status: § 2a Stand der BDA-Liste: 2025-06-30 Name: Kath. Pfarrkirche hl. Laurentius GstNr.: .1 Church Sollenau |
| ja   | Datei hochladen | Wiener Neustädter Kanal HERIS-ID: 100955 Objekt-ID: 117237        | Standort KG: Sollenau                   | Der Wiener Neustädter Kanal wurde 1803 in Betrieb genommen und bis auf 63 km erweitert. Ursprünglich war er bis Triest geplant. Teile der Trasse wurden später zu Bahnstrecken umgewandelt, so dass der Warenverkehr ab 1879 stark zurückging. | BDA-Hist.: Q64485516 Status: Bescheid Stand der BDA-Liste: 2025-06-30 Name: Wiener Neustädter Kanal GstNr.: 18/1, 66/1, 66/2, 66/3, 66/4, 66/6, 66/7, 66/9, 66/27, 174/1, 174/2, 174/3, 174/4, 174/5, 174/7, 174/8, 174/9, 154/2, 154/4, 154/8, 154/9, 154/10, 154/11, 155, 184 |